# Maximenethik
Mit Maximenethik werden solche Konzepte der Moralphilosophie bezeichnet, in denen subjektive Prinzipien des Handelns (Maximen) mit einer allgemeinen obersten Regel der Moral verbunden werden. Der Begriff dient damit der Abgrenzung gegenüber moralphilosophischen Konzepten, bei denen Handlungen unmittelbar anhand allgemeiner Regeln oder Normen beurteilt werden. Eine Maximenethik steht weiterhin im Gegensatz zu einer Zweckethik (teleologische Ethik, z. B. Tugendethik bei Aristoteles) oder zu einer Güterethik (Streben nach einem höchsten Gut, z. B. Nutzen im Utilitarismus).
Der Begriff der Maximen ist ein Grundelement der Ethik von Immanuel Kant. In der Grundlegung zur Metaphysik der Sitten formulierte er erstmals den Kategorischen Imperativ, der in seiner Grundformel lautet:

„Der kategorische Imperativ ist also nur ein einziger, und zwar dieser: handle nur nach derjenigen Maxime, durch die du zugleich wollen kannst, dass sie ein allgemeines Gesetz werde.“

Als subjektive Prinzipien des Wollens sind Maximen Handlungsgrundsätze für verschiedene Fälle eines Lebensbereiches, die sich eine Person wählt, um danach ihre Handlungen zur Verfolgung eines Zwecks auszurichten. Maximen stellen die Brücke zwischen dem formalen Kategorischen Imperativ und dem praktischen Wollen eines handelnden Subjekts dar.

## Eigenschaften und Vorteile
Nach Michael Albrecht haben Maximen zumindest die folgenden Eigenschaften:
- Maximen bestimmen das Handeln (130)
- Maximen sind praktische Grundsätze (130)
- Maximen sind subjektiv und selbst entworfen (131)
- Maximen enthalten eine Materie (132)
- Maximen enthalten eine Selbstverpflichtung (132)
- Maximen sind Charakter-bildend (133)
- Maximen stehen in einer hierarchischen Beziehung (137)
- Maximen sind allgemeiner als einfache Handlungsregeln (138)
- Maximen dienen der Prüfung von Entscheidungen vor Handlungen (139)

Otfried Höffe nennt acht Vorteile einer Maximenethik:
1. Maximen sind offen für verschiedene Lebensumstände, weil sie übergreifend formuliert werden. Damit kann man im jeweiligen Kontext flexibel reagieren.
2. Der Handelnde kann in seinen Maximen seine individuellen Fähigkeiten berücksichtigen.
3. In einer Maximenethik kann die Forderung nach Ausbildung von Charaktertugenden berücksichtigt werden.
4. Eine Maximenethik fordert und ermöglicht den Einsatz der Urteilskraft.
5. Eine Maximenethik ist unabhängig von Kultur und Zeitgeist möglich.
6. Eine Maximenethik ermöglicht es, einen eigenen Lebens- und Sinnzusammenhang auszubilden.
7. Eine Maximenethik ist eine gute Grundlage für eine moralische Erziehung.
8. Maximen helfen bei der Begründung von Handlungen.

Micha H. Werner hat das Konzept der Maximenethik auf die Diskursethik übertragen.